# Rechtbank Zwolle

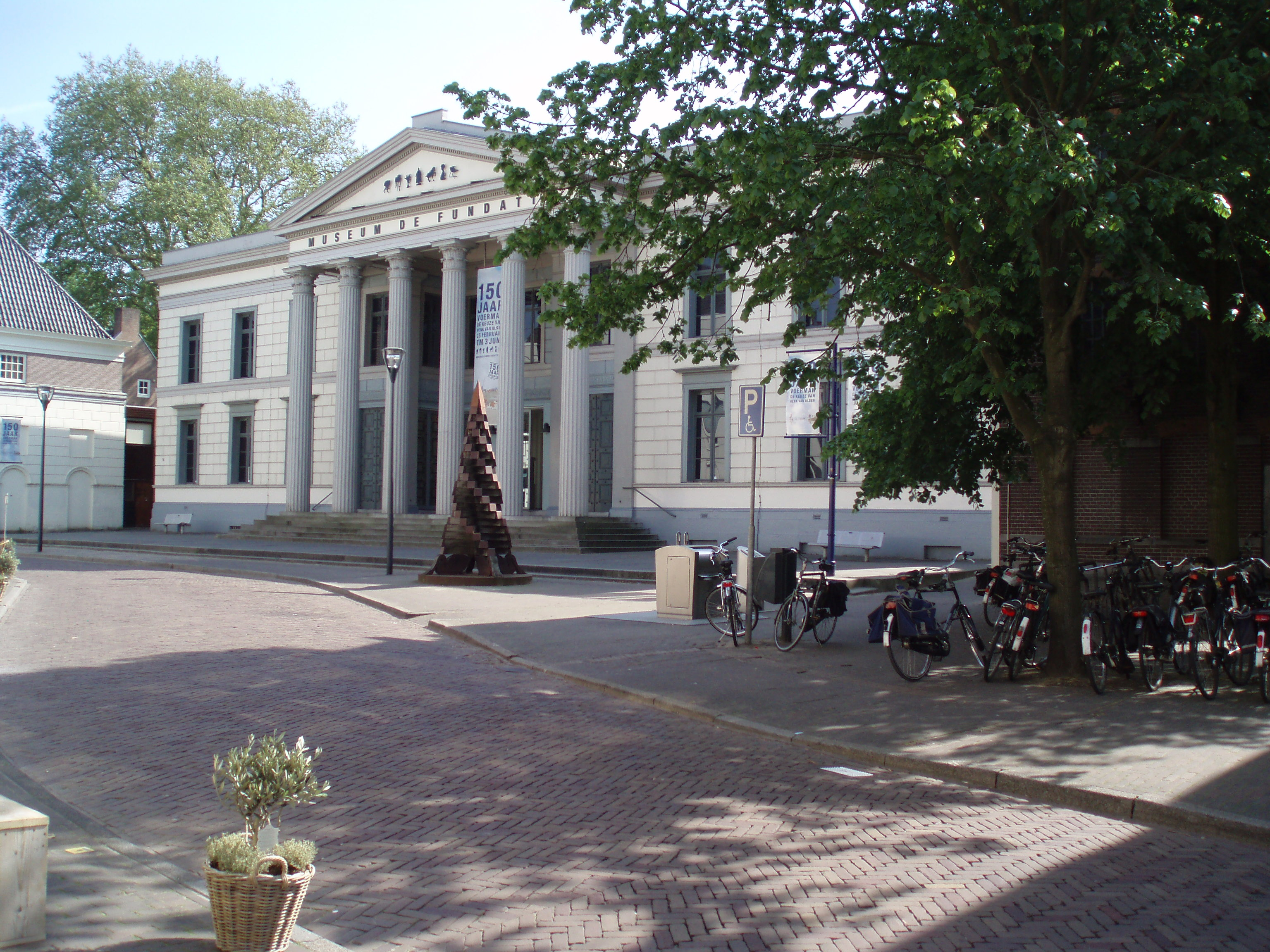
De oude rechtbank aan de Bijmarkt

De rechtbank Zwolle was van 1838 tot 1 januari 2013 een van de rechtbanken in Nederland. Tussentijds werd de naam gewijzigd in Rechtbank Zwolle-Lelystad. Het rechtsgebied van het oude Zwolle is per 1 januari 2013 opgegaan in de Rechtbank Oost-Nederland en per 1 april 2013 in de Rechtbank Overijssel.

## Arrondissement
Arrondissementen werden in Nederland ingesteld in de Franse tijd. De provincie Overijssel werd oorspronkelijk verdeeld in drie arrondissementen, naast Zwolle waren dat Almelo en Deventer. Het eerste arrondissement Zwolle bestond tot 1877. Het was onderverdeeld in vier kantons: Zwolle, Steenwijk, Vollenhove en Kampen. 
In 1877 werd Deventer opgeheven en over Zwolle en Zutphen verdeeld. Tegelijkertijd werd het kanton Vollenhove opgeheven, terwijl het kanton Steenwijk werd gevoegd bij het arrondissement Heerenveen. Het arrondissement Zwolle bestond daardoor tussen 1877 en 1923 uit de kantons Zwolle, Kampen en Ommen. In 1923 werd de rechtbank in Heerenveen opgeheven en werd het kanton Steenwijk weer aan Zwolle toegevoegd.